# 为学
《为学》是一篇由清代文学家彭端淑所作的散文，选自《白鹤堂文稿》，另有原名为《为学一首示子姪》。

## 简介
这篇文章是彭端淑写给他的子姪辈看的，为的是教育他们要有远大志向，刻苦学习。
本文讲述了“蜀鄙二僧”“之南海”的小故事，生动地告诉人们困难与容易之间存在相互转化的关系，鼓励他们不论天资高低立志学习，勇于实践，刻苦上进。
本文结构特点是从议论转到叙事再转回议论。

## 正文
天下事有難易乎？為之，則難者亦易矣；不為，則易者亦難矣。人之為學有難易乎？學之，則難者亦易矣；不學，則易者亦難矣。
吾資之昏，不逮人也；吾材之庸，不逮人也。旦旦而學之，久而不怠焉，迄乎成，而亦不知其昏與庸也。吾資之聰，倍人也；吾材之敏，倍人也。屏棄而不用，其昏與庸無以異也。聖人之道，卒於魯也傳之。然則昏庸聰敏之用，豈有常哉？
蜀之鄙有二僧：其一貧，其一富。貧者語於富者曰：「吾欲之南海，何如？」富者曰：「子何恃而往？」曰：「吾一瓶一缽足矣。」富者曰：「吾數年來欲買舟而下，猶未能也。子何恃而往？」越明年，貧者自南海還，以告富者，富者有慚色。西蜀之去南海，不知幾千里也，僧之富者不能至，而貧者至焉。人之立志，顧不如蜀鄙之僧哉？
是故聰與敏，可恃而不可恃也，自恃其聰與敏而不學，自敗者也。昏與庸，可限而不可限也，不自限期昏與庸而力不學倦，自立者也。